# Miltochrista inscripta
Miltochrista inscripta är en fjärilsart som beskrevs av Walker 1854. Miltochrista inscripta ingår i släktet Miltochrista och familjen björnspinnare. Inga underarter finns listade i Catalogue of Life.